# 대한민국의 방송통신위원회 위원장
방송통신위원회 위원장(放送通信委員會 委員長)은 방송통신위원회를 대표하는 직위로, 장관급 정무직공무원으로 보한다.

## 임명
- 방송통신위원회 위원장은 대통령이 임명한다.

## 역할
- (정부조직법 제7조제1항) 각 행정기관의 장은 소관사무를 통할하고 소속공무원을 지휘·감독한다.
- (방송통신위원회의 설치 및 운영에 관한 법률 제6조제1항) 위원장은 위원회를 대표하고 위원회의 회의를 주재하며 소관사무를 통할한다.

## 역대 위원장

### 방송위원회 위원장
| 정부        | 대수           | 이름                            | 임기                            | 비고     |
| ----------- | -------------- | ------------------------------- | ------------------------------- | -------- |
| 제5공화국   | 초대           | 윤석중(尹石重)                  | 1981년 3월 30일~1982년 3월 18일 |          |
| 제5공화국   | 2대            | 윤석중(尹石重)                  | 1982년 3월 19일~1984년 4월 24일 |          |
| 제5공화국   | 3대            | 정희택(鄭喜澤)                  | 1984년 4월 25일~1986년 4월 11일 |          |
| 제5공화국   | 4대            | 고병익(高柄翊)                  | 1986년 4월 12일~1987년 4월 10일 |          |
| 제5공화국   | 5대            | 고병익(高柄翊)                  | 1987년 4월 11일~1988년 8월 2일  |          |
| 노태우 정부 | 5대            | 고병익(高柄翊)                  | 1987년 4월 11일~1988년 8월 2일  |          |
| 6대         | 강원용(姜元龍) | 1988년 8월 3일~1990년 12월 5일  |                                 |          |
| 7대         | 강원용(姜元龍) | 1990년 12월 6일~1991년 3월 19일 |                                 |          |
| 8대         | 고병익(高柄翊) | 1991년 4월 8일~1993년 4월 24일  |                                 |          |
| 김영삼 정부 | 9대            | 김창열(金昌悅)                  | 1993년 6월 9일~1997년 6월 19일  |          |
| 김영삼 정부 | 10대           | 김창열(金昌悅)                  | 1997년 6월 20일~1999년 8월 13일 |          |
| 김대중 정부 | 10대           | 김창열(金昌悅)                  | 1997년 6월 20일~1999년 8월 13일 |          |
| 11대        | 김정기(金政起) | 1999년 9월 6일~2002년 1월 22일  |                                 |          |
| 12대        | 강대인(姜大仁) | 2002년 2월 22일~2003년 5월 7일  |                                 |          |
| 노무현 정부 | 13대           | 노성대(盧成大)                  | 2003년 5월 10일~2006년 7월 12일 |          |
| 노무현 정부 | 14대           | 이상희(李相禧)                  | 2006년 7월 14일~2006년 8월 25일 |          |
| 노무현 정부 | -              | 최민희(崔敏姬)                  | 2006년 8월 26일~2006년 9월 25일 | 직무대행 |
| 노무현 정부 | 15대           | 조창현(趙昌鉉)                  | 2006년 9월 26일~2008년 2월 29일 |          |

### 방송통신위원회 위원장
| 정부        | 대수 | 이름           | 임기                             | 비고              |
| ----------- | ---- | -------------- | -------------------------------- | ----------------- |
| 이명박 정부 | -    | 최시중(崔時仲) | 2008년 3월 19일~2008년 3월 26일  | 직무대행          |
| 이명박 정부 | 초대 | 최시중(崔時仲) | 2008년 3월 26일~2011년 3월 27일  |                   |
| 이명박 정부 | 2대  | 최시중(崔時仲) | 2011년 3월 28일~2012년 2월 22일  |                   |
| 이명박 정부 | -    | 홍성규(洪性奎) | 2012년 2월 22일~2012년 3월 9일   | 직무대행          |
| 이명박 정부 | 3대  | 이계철(李啓徹) | 2012년 3월 9일~2013년 2월 25일   |                   |
| 이명박 정부 | -    | 김충식(金忠植) | 2013년 2월 25일~2013년 4월 17일  | 직무대행          |
| 박근혜 정부 | 4대  | 이경재(李敬在) | 2013년 4월 17일~2014년 3월 25일  |                   |
| 박근혜 정부 | 5대  | 최성준(崔成俊) | 2014년 4월 8일~2017년 4월 7일    |                   |
| 박근혜 정부 | -    | 고삼석(高三錫) | 2017년 4월 8일~2017년 6월 8일    | 직무대행          |
| 박근혜 정부 | 6대  | 이효성(李孝成) | 2017년 7월 31일~2019년 7월 22일  |                   |
| 문재인 정부 | 7대  | 한상혁(韓相赫) | 2019년 9월 9일~2020년 7월 31일   |                   |
| 문재인 정부 | 8대  | 한상혁(韓相赫) | 2020년 8월 3일~2023년 5월 30일   |                   |
| 윤석열 정부 | -    | 김효재(金孝在) | 2023년 5월 31일~2023년 8월 23일  | 직무대행          |
| 윤석열 정부 | 9대  | 이동관(李東官) | 2023년 8월 25일~2023년 12월 1일  |                   |
| 윤석열 정부 | -    | 이상인(李相仁) | 2023년 12월 1일~2023년 12월 28일 | 직무대행          |
| 윤석열 정부 | 10대 | 김홍일(金洪一) | 2023년 12월 29일~2024년 7월 2일  |                   |
| 윤석열 정부 | -    | 이상인(李相仁) | 2024년 7월 2일~2024년 7월 26일   | 직무대행          |
| 윤석열 정부 | -    | 조성은         | 2024년 7월 26일~2024년 7월 31일  | 사무처장 직무대행 |
| 윤석열 정부 | 11대 | 이진숙(李眞淑) | 2024년 7월 31일~현재             | [ 1 ]             |
| 윤석열 정부 | -    | 김태규(金泰圭) | 2024년 8월 3일~2025년 1월 23일   | 직무대행          |
| 이재명 정부 | 12대 | 박태서(朴泰緖) | 2025년 7월 ~                     |                   |

## 같이 보기
- 방송통신위원회
- 방송통신위원회 부위원장
- 방송통신위원회 상임위원